# 加藤雅彦
加藤 雅彦（かとう まさひこ、1927年 - 2015年）は、日本のヨーロッパ問題研究家、エッセイスト。

## 来歴
名古屋市生まれ。東京大学法学部卒業。
NHKに入局。
ほかベルリン自由大学に留学。NHKベオグラード、ボン支局長、解説委員などを歴任。
1992年『ドナウ河紀行』で日本エッセイスト・クラブ賞受賞。日本ヨハン・シュトラウス協会会員。

## 著書
- 『東ヨーロッパ 自立へ進む国ぐに』（日本放送出版協会） 1968
- 『ドイツとドイツ人』（日本放送出版協会） 1976
- 『ユーゴスラヴィア チトー以後』（中公新書） 1979
- 『中欧の崩壊 ウィーンとベルリン』（中公新書） 1983
- 『ゴルバチョフ革命とは何か』（教育社） 1988
- 『ドナウ河紀行 東欧・中欧の歴史と文化』（岩波新書） 1991
- 『中欧の復活 「ベルリンの壁」のあとに』（日本放送出版協会、NHKブックス） 1991
- 『バルカン ユーゴ悲劇の深層』（日本経済新聞社） 1993
- 『図説 ハプスブルク帝国』（河出書房新社、ふくろうの本） 1995、新装版 2018、のち河出文庫 2006
- 『ライン河 ヨーロッパ史の動脈』（岩波新書） 1999
- 『ウィンナ・ワルツ ハプスブルク帝国の遺産』（日本放送出版協会、NHKブックス） 2003
- 『図説 ヨーロッパの王朝』（河出書房新社、ふくろうの本） 2005、新装版 2016

### 共編著
- 『ドキュメント現代史10 東欧の動乱』（笹本駿二共編、平凡社） 1973
- 『ウィーン 多民族文化のフーガ』（饗庭孝男, 伊藤哲夫, 小宮正安, 西原稔, 檜山哲彦, 平田達治共著、大修館書店） 2010

## 翻訳
- 『スターリン死後』（W・レオンハルト、弘文堂） 1966
- 『ソ連の指導者と政策 スターリン以後のクレムリン』（ヴォルフガング・レオンハルト、サイマル出版会） 1969
- 『アメリカ政治入門 危機の構造』（ディビッド・P・カレオ、サイマル出版会） 1972
- 『アメリカの政治 構造と問題』（デイビッド・P・カレオ、サイマル出版会） 1980
- 『ポーランド革命とソ連 グダニスクへの道』(ダニエル・シンガー、ティビーエス・ブリタニカ） 1981.7